# Mednyánszky Dénes
Mednyei és medgyesi báró Mednyánszky Dénes (Veszele, 1830. november 19. – Bécs, 1911. december 28.) magyar geológus, szakíró, országgyűlési képviselő, a Magyar Tudományos Akadémia levelező tagja. Mednyánszky Alajos  (1784–1844) művelődéspolitikus, író, történész és gróf Majláth Ágnes fia.

## Élete és munkássága
Fiatalkorában két évig, 1845 és 1847 között Ipolyi Arnold (1823–1886) besztercebányai püspök, művészettörténész volt a nevelője. 1845-ben Pozsonyban ismerkedett meg Rómer Flórissal, aki a régészet iránt keltette fel érdeklődését. Később a Berlini Egyetem állam- és természettudomány szakos hallgatója volt. Tanulmányai befejezését követően beutazta Poroszországot, Olaszországot és Bajorországot. 1864-ben megválasztották az Orvos- és Természettudományi Egyesület elnökévé, 1865-ben elsőként adott közre magyar nyelven íródott tanulmányt az egyesület évkönyvében. Az intézet elnöki tisztségét egészen 1878-ig betöltötte.
1867-ben kinevezték selmecbányai bányagróffá (főfelügyelővé), ő volt az utolsó viselője ennek a tisztségnek. Bányagrófként teljesen újjáépítette a selmeci bányát. Ugyanebben az időben a Selmecbányai Akadémia igazgatójaként is dolgozott. 1869 márciusában közfelkiáltással megválasztották Selmecbánya városának országgyűlési képviselőjévé. 1869-ben Trencsén vármegye főispánjává is megválasztották. 1878-ban Bécsbe költözött.
Igen sokoldalú irodalmi munkásságot hagyott maga mögött, számos teológiai, bányászati és történelmi tanulmány szerzője volt. 1896 áprilisában igen értékes családi könyvtárát az Eötvös-kollégiumnak ajándékozta. A könyvtár mai neve Eötvös József Collegium Mednyánszky Dénes Könyvtár és Levéltár. 1865. december 10-én a Magyar Tudományos Akadémia levelező tagjává választották.

## Főbb művei
- Földtani séta hazánk néhány érdekes vidékén (Új Magyar Múzeum II., 1851–1852)
- A mész geológiai és technikai jelentősége Magyarországon (Pest, 1870)
- A Gotthard alagút vájása (Bányászati és Kohászati Lapok, 1874).

## Díjai, kitüntetései
- 1871: a Magyar Királyi Szent István-rend kiskeresztje